# Biblioteca Brumback
La Biblioteca Brumback es una biblioteca pública histórica en la ciudad de Van Wert, una ciudad del estado de Ohio (Estados Unidos). Fue inaugurada a principios del siglo XX con el fin de servir a todos los residentes del condado de Van Wert. Ocupa un edificio arquitectónicamente prominente de David L. Stine, construido con fondos donados por un empresario local. Ha sido nombrada sitio histórico, en parte debido a que fue la primera biblioteca pública en los Estados Unidos en servir a todo un condado.

## Historia
Tras decidir que una biblioteca pública beneficiaría enormemente a su comunidad, un grupo de mujeres Van Wert incorporó la Asociación de Bibliotecas Van Wert en 1890. Para financiar su proyecto, las damas buscaron suscripciones a 3 dólares por persona en toda la ciudad y patrocinaron eventos de entretenimiento público para recaudar fondos adicionales. A fines de 1890, las damas habían comprado 600 libros, habían elegido a una bibliotecaria y habían alquilado una habitación para guardar la biblioteca; su uso estaba originalmente limitado a los suscriptores. 
Sus esfuerzos fueron reconocidos por la comunidad, y en 1896 el ayuntamiento promulgó un impuesto a la propiedad del 0.03 % para la biblioteca, recaudando aproximadamente 575 dólares por año. Aunque los fondos eran suficientes para mantener la colección, la cantidad de trabajo necesaria para ampliar la biblioteca era prohibitiva, la biblioteca experimentó muy poco crecimiento y los fundadores pronto se dieron cuenta de que la biblioteca podría no sobrevivir mucho tiempo una vez que no pudieran continuar apoyándola. : 251 Los fondos provinieron de una fuente de un lugar inesperad. : 252 
Nacido en el condado de Licking en 1829, John Sanford Brumback se instaló en Van Wert en 1862 y finalmente se convirtió en uno de los principales empresarios de la ciudad. Como su salud empeoraba a finales del siglo XIX, Brumback decidió dedicarse a la filantropía y, tras su muerte en diciembre de 1897, se anunció su legado de una gran suma a la biblioteca. : 252 Además, sus otros herederos acordaron invertir dinero adicional en la construcción de un edificio para la biblioteca, aunque tal acción no fue requerida por el testamento. : 253 
La disposición más curiosa del testamento fue el concepto de establecer una biblioteca del condado; nadie había considerado previamente tal idea, que generalmente se creía imposible cuando se anunció por primera vez, pero la discusión en The Grange produjo un apoyo prácticamente unánime entre los agricultores. Esto llevó a la legislatura estatal a aprobar la legislación habilitante necesaria en el siguiente mes de abril. 
La propiedad de la colección de la biblioteca se transfirió mediante un contrato entre los comisionados del condado, la Asociación de Bibliotecas de Van Wert y los herederos de Brumback: las señoras de la biblioteca debían dar sus libros, los herederos debían organizar la construcción de un edificio de biblioteca en un parque de la ciudad Van Wert, y el condado iba a promulgar un impuesto a la propiedad permanente para apoyar a la biblioteca. La primera piedra se colocó el 18 de julio de 1899; : 253 La construcción se desarrolló en el año 1900. El apoyo financiero de la finca Brumback superó los 50 000 dólares.
La inauguración de la biblioteca de Brumback fue el 1 de enero de 1901 en la Primera Iglesia Episcopal Metodista. La ceremonia incluyó un solo musical interpretado por el Charles W. Clark (quien se consgraría como barítono). La biblioteca se abrió oficialmente al público veintiocho días después. : 253 
El primer bibliotecario se involucró en el desarrollo extensivo de la colección, ya que durante los primeros seis años la colección se expandió de aproximadamente 5000 títulos a 10 698. : 253 Con el fin de promover el objetivo de hacer de Brumback un sistema de bibliotecas del condado, se colocaron sucursales en dieciséis ubicaciones diferentes en todo el condado de Van Wert, y la circulación anual alcanzó los cincuenta mil volúmenes en el sexto año del sistema. : 254 
Con el paso de los años, se fueron cerrando sucursales; en 1968, las ubicaciones fuera de Van Wert se habían restringido a nueve estaciones de recogida, aunque se había creado un servicio de biblioteca móvil para ayudar a las escuelas del condado. Siete años antes, la capacidad del edificio original se había agotado cuando la colección alcanzó los 72 000 libros. En respuesta, la biblioteca compró la casa original de la familia Brumback. Allí se trasladaron dieciocho mil títulos, así como instalaciones para prestar servicios a partes del condado fuera de Van Wert.
Se necesitaba una mayor expansión en la década de 1990, por lo que se construyó una adición y se renovó el interior original en 1991; esta es la única renovación sustancial en la historia de la biblioteca, además de un proyecto de 1917 para colocar una sección para niños en el sótano. Se han reabierto sucursales adicionales en las aldeas de Convoy, Middle Point, Ohio City, Willshire y Wren.

## Arquitectura
El edificio original de la Biblioteca Brumback está construido principalmente de arenisca, paredes de piedra azul y un techo de tejas multicolores. Entre sus componentes más destacados se encuentran una torre redonda dispuesta en ménsula con cresterías, una cuadrada más pequeña y una entrada principal prominente; cuando se ve la biblioteca desde la calle, la torre redonda está a la derecha, la cuadrada a la izquierda y la entrada en el medio.
Una pequeña escalera conduce a la entrada, que tiene un hastial central que es más ancho que cualquiera de las dos torres. Las pequeñas ventanas en arco del segundo piso perforan el frontón y las torres, mientras que las rectangulares más grandes están ubicadas en el primer piso. Juntos, estos componentes presentan una apariencia algo ecléctica: el arquitecto David L. Stine empleó los estilos neogótico y neorrománico aunque los componentes se combinan para proyectar una apariencia con elementos del románico richardsoniano

## Conservación
A principios de 1979, la Biblioteca Brumback fue incluida en el Registro Nacional de Lugares Históricos, con base en criterios tanto arquitectónicos como de relevancia histórica. Brumback fue la primera biblioteca de condado de los Estados Unidos. Fue la segunda ubicación del condado de Van Wert que se agregó al Registro (la primera fue el palacio de justicia del condado). 